# إحسان (موقع ويب)
موقع إحسان أو i7san هو موقع إلكتروني أنشئه أحمد الشقيري، والموقع يعتبر أول شبكة اجتماعية تفاعلية لنشر الثقافة والعمل التطوعي في العالم العربي، حيث يتيح لأعضائه إنشاء مشاريع تطوُّعيّة والترويج لها والحصول على الدعم، فالموقع يعمل كحَلَقة وصل بين المتطوعين والنوادي التطوعية والداعمين، للترويج للعمل التطوعي في العالم العربي.
ظهر النور لموقع إحسان حين أسسه أحمد الشقيري على الإنترنت وجعل هدفه الرئيسي إستقطاب مئة ألف متطوع في عام 2012 ومليون متطوع آخر بحلول عام 2014. فتعتبر الغاية الجوهرية من موقع كـ "شبكة إحسان" هو العمل كحلقة وصل بين ثلاثة جهات: المتطوعين، النوادي التطوعية، الداعمين، لتقوم لتنشيط العمل التطوعي في الوطن العربي. يمكن لمستخدمي موقع إحسان التطوُّع بشكل مادي أو عيني أو من خلال بذل المجهود الشخصي في أحد المشاريع التطوعية على الشبكة.
من خلال الصفحة الرئيسية للموقع يمكن الولوج إلى: "الرئيسية"، "أعضاء"، "أندية - ويمكن الإنضمام إلى أندية قائمة أو إنشاء نادي داعم خاص لمشروع). ويمكن إنشاء مشروع أو الإطلاع على مشاريع قائمة والمشاركة فيها "مكتبة"، "مقالات"، "أخبار"، "استطلاعات"، "مسابقات"، ومن خلال الصفحة الرئيسية أيضاً يمكن أن يكون الفرد من الداعمين للموقع ومشاريع التطوع فيه.